# Heinz Hille
Heinz Hille (* 18. März 1891 in Hannover, geboren als Heinrich Hille; † 5. Mai 1954 in Düsseldorf) war ein deutscher Regisseur und Filmproduzent.
Hille begann seine berufliche Laufbahn als Theaterleiter an kleinen Bühnen im westdeutschen Raum. Bis November 1925 lebte er in Köln, anschließend zog er nach Düsseldorf um, wo er bis 1927 als Intendant der Städtischen Bühnen tätig war. Wenig später veröffentlichte er auch kritische Schriften zur finanziellen Situation im Bühnenwesen (Droht deutscher Theaterbankrott? von 1929).
1931 stieß Hille zum Film, wo er bis Kriegsende 1945 in den unterschiedlichsten Bereichen aktiv wurde. Zunächst inszenierte er kurze wie abendfüllende Filme, vorzugsweise Lustspiele, arbeitete aber auch als Produzent. Von 1932 bis 1935 war Hille ausschließlich in Budapester Ateliers tätig. Am 1. August 1938 wechselte Hille in die Dramaturgie der Produktionsfirma Tobis, für die er ab dem 1. Juli 1939 auch als Herstellungsgruppenleiter tätig war. Am 7. August 1940 wurde er als Major zum Heer berufen. Im Osten verwundet, kehrte Heinz Hille am 1. Juni 1944 zur Tobis zurück, wo man allerdings keinerlei Verwendung für ihn fand. Daraufhin wurde er bis kurz vor Kriegsende 1945 zum Beauftragten für den Rüstungseinsatz der Filmschaffenden bei der Reichsfilmintendanz ernannt.
Nach dem Krieg zog sich Heinz Hille wieder nach Düsseldorf zurück.

## Filme (als Regisseur)
- 1931: Aufforderung zum Tanz (Kurzfilm)
- 1932: Der Frechdachs (Co-Regie, Produktion)
- 1932: Wer zahlt heute noch ? (Kurzfilm, auch Produktion)
- 1932: Der falsche Tenor (Kurzfilm, nur Produktion)
- 1932: Na wunderbar (Kurzfilm, nur Produktion)
- 1932: Onkel in Nöten (Kurzfilm, auch Produktion)
- 1933: …und es leuchtet die Puszta (auch Produktionsleitung)
- 1935: Liebesträume (auch Drehbuch, Produktion)
- 1935: Szerelnyi álmok
- 1936: Dein ist mein Herz (Kurzfilm)
- 1937: Autobus S
- 1939: Mein Mann darf es nicht wissen (nur Herstellungsgruppe)
- 1940: Falstaff in Wien (nur Herstellungsgruppe)